# Kineska ženska vaterpolska reprezentacija
Kineska ženska vaterpolska reprezentacija predstavlja državu Kinu u športu vaterpolu.

## Nastupi na velikim natjecanjima

### Olimpijske igre
- 2008.: 5. mjesto
- 2012.: 5. mjesto
- 2016.: 7. mjesto
- 2020.: 8. mjesto

### Svjetska prvenstva
- 2005.: 16. mjesto
- 2007.: 14. mjesto
- 2009.: 11. mjesto
- 2011.:  srebro
- 2013.: 9. mjesto
- 2015.: 5. mjesto
- 2017.: 10. mjesto
- 2019.: 11. mjesto